# 卢克莱修环形山
卢克莱修环形山（Lucretius）是月球背面赤道区一座大型的撞击坑，约形成于晚雨海世，其名称取自古罗马诗人及哲学家提图斯·卢克莱修·卡鲁斯（约公元前99年-公元前55年），1970年被国际天文联合会正式批准接受。

## 描述
卢克莱修环形山位于巨大的赫茨普龙环壁平原东南，处于该撞击盆地的喷发物围裙之内。东南偏南临近基容陨石坑，西南坐落着弗里德曼环形山。卢克莱修环形山西北伸展着卢克莱修链坑，东北则为迈克耳孙链坑。该陨坑的中心月面坐标为8°13′S 121°14′W / 8.22°S 121.24°W，直径64.6公里，深度2.7公里。
卢克莱修环形山是一座较为年轻的撞击坑，几乎未受到侵蚀，边缘轮廓清晰，西侧外壁向外鼓出，因而所跨经度较纬度略宽；陨坑内侧壁坡呈台地结构，坑壁平均高出周边地形1230米，坑内容积3400立方千米。碗状的坑底地势崎岖不平，散布着众多的丘陵，除此之外，没有其它典型的地貌结构。
卢克莱修链坑长达271公里，穿越了赫茨普龙环形山内南部地表以及数座直径15-20公里的陨石坑。

## 卫星陨石坑

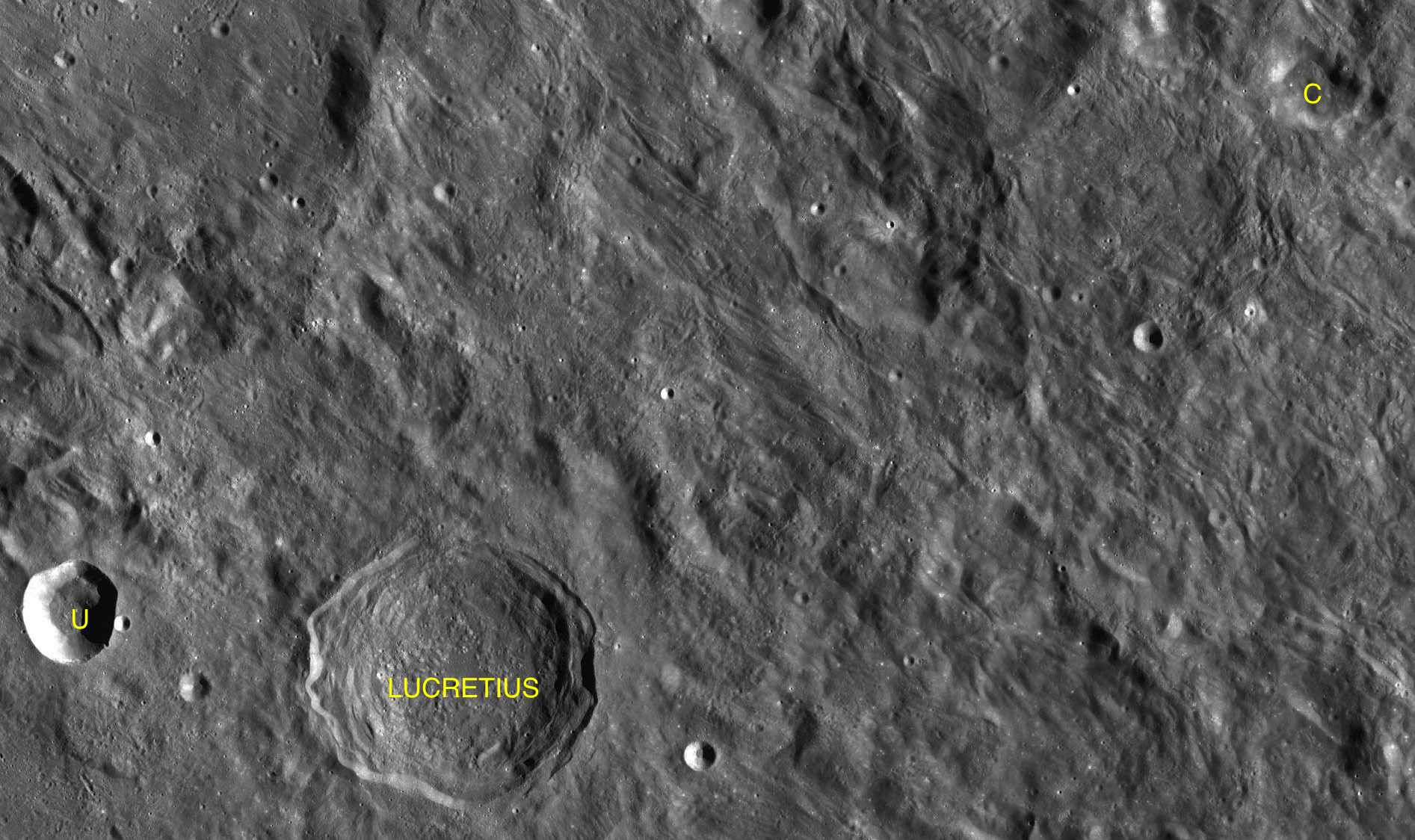
LAC-89 月图

按惯例，最靠近卢克莱修环形山的卫星坑在月图上以字母标注在该坑中心点的旁边。
| 卢克莱修 | 纬度   | 经度     | 直径    |
| -------- | ------ | -------- | ------- |
| C        | 3.7° S | 114.4° W | 20 公里 |
| U        | 7.7° S | 123.6° W | 24 公里 |